# Бол (аэропорт)
Аэропорт Бола (ИАТА: BWK, ИКАО: LDSB) — гражданский аэропорт в Хорватии, расположенный на острове Брач. Аэропорт находится в 14 км от города Бол и в 32 км от города Супетар. Аэропорт расположен на плоскогорье на высоте 541 м над уровнем моря. К городу Бол от аэропорта ведёт дорожный серпантин.
Аэропорт предназначен в первую очередь для обслуживания чартерных рейсов, выполняемых в курортный сезон из Центральной Европы. Во время летних месяцев рейсы в аэропорт выполняют Croatia Airlines, Austrian Airlines и частная компания Wings Flugcharter. Большая часть полётов на Брач осуществляется из австрийских аэропортов. Croatia Airlines выполняет рейсы из Загреба и Граца.
Аэропорт располагает одной асфальтовой взлётно-посадочной полосой длиной 3 300 метров. 